# St. Bartholomäus (Hohengandern)

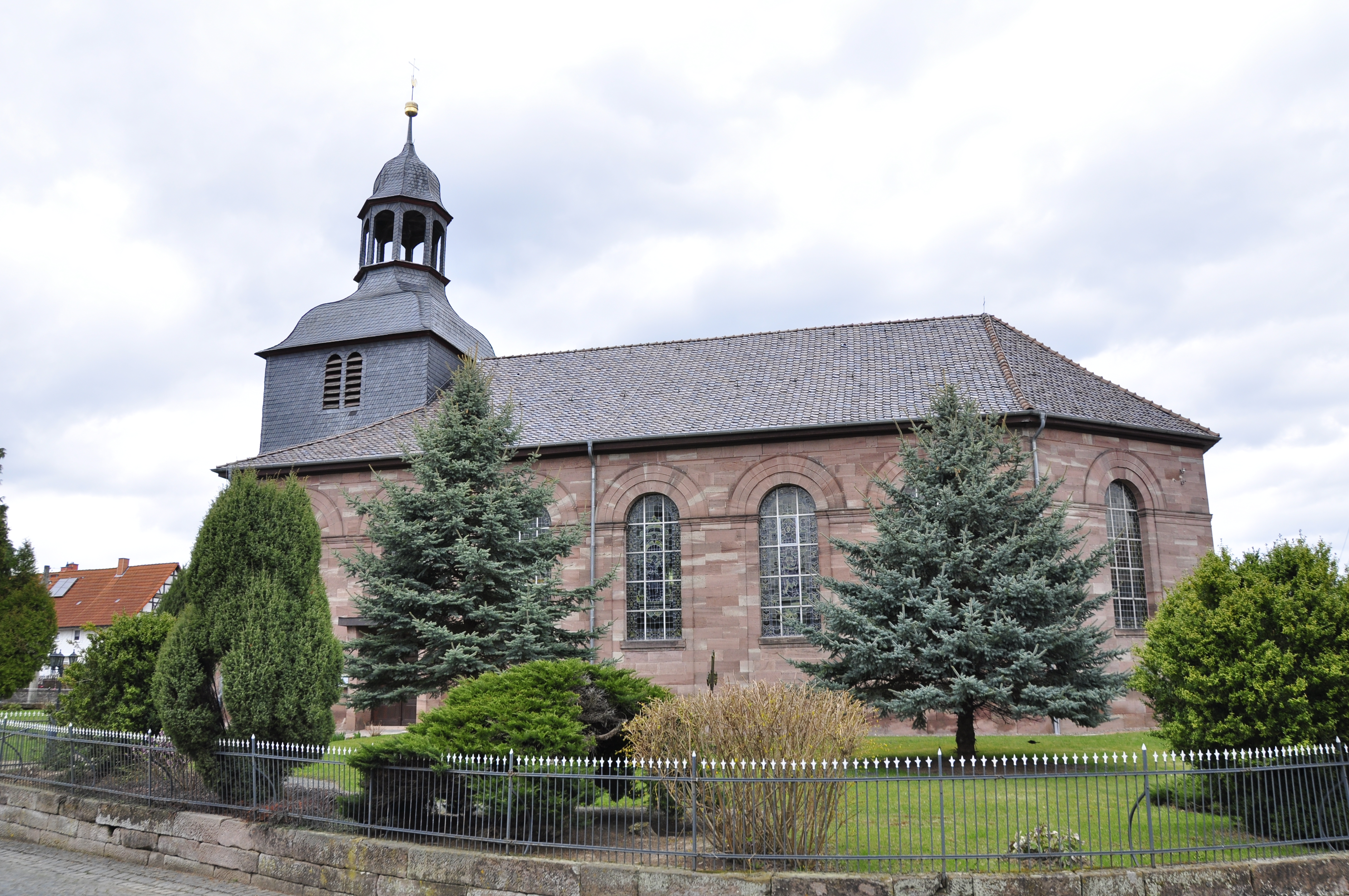
St. Bartholomäus von Süden

Die römisch-katholische Filialkirche St. Bartholomäus steht in Hohengandern im thüringischen Landkreis Eichsfeld. Sie ist Filialkirche der Pfarrei St. Matthäus Arenshausen im Dekanat Heiligenstadt des Bistums Erfurt. Sie trägt das Patrozinium des heiligen Apostel Bartholomäus.

## Architektur

### Außenbeschreibung
Der quadratische Bruchsteinbau des Turmes mit beschieferter Welscher Haube stammt von einem Vorgängerbau und weist die Jahreszahl 1597 auf. Der unverputzte Quaderbau des breiten Schiffes wurde 1850–1857 in spätklassizistischen Formen errichtet. Die Fenster sind rundbogig. An der Nord- und Südseite gibt es je ein Portal.

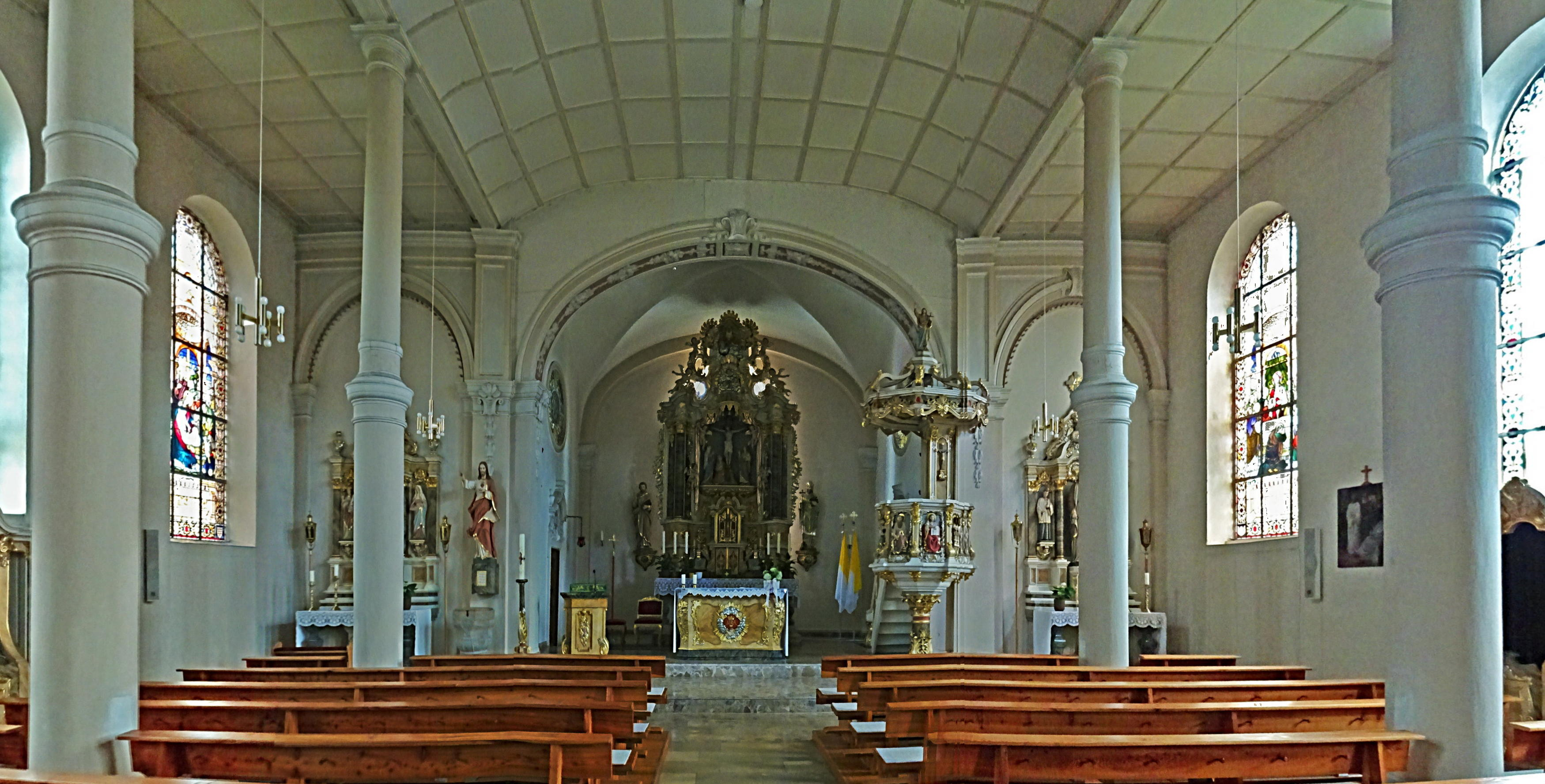
Klassizistische Hallenkirche

### Innenbeschreibung
Das Kirchenschiff ist eine dreischiffige Hallenkirche ohne Arkaden. Schlanke Säulen gliedern den Raum und tragen die kassettierten Decken. Die Decke des Mittelschiffs ist leicht gewölbt, die Seitenschiffe sind flachgedeckt. Das Turmerdgeschoss hat ein Kreuzrippengewölbe, der Chor Kreuzgratgewölbe. Die Glasfenster der Kirche wurden von dem Düsseldorfer Hofglasmaler Carl Hertel 1907 und 1913 mit biblischen Szenen ausgemalt.

## Ausstattung

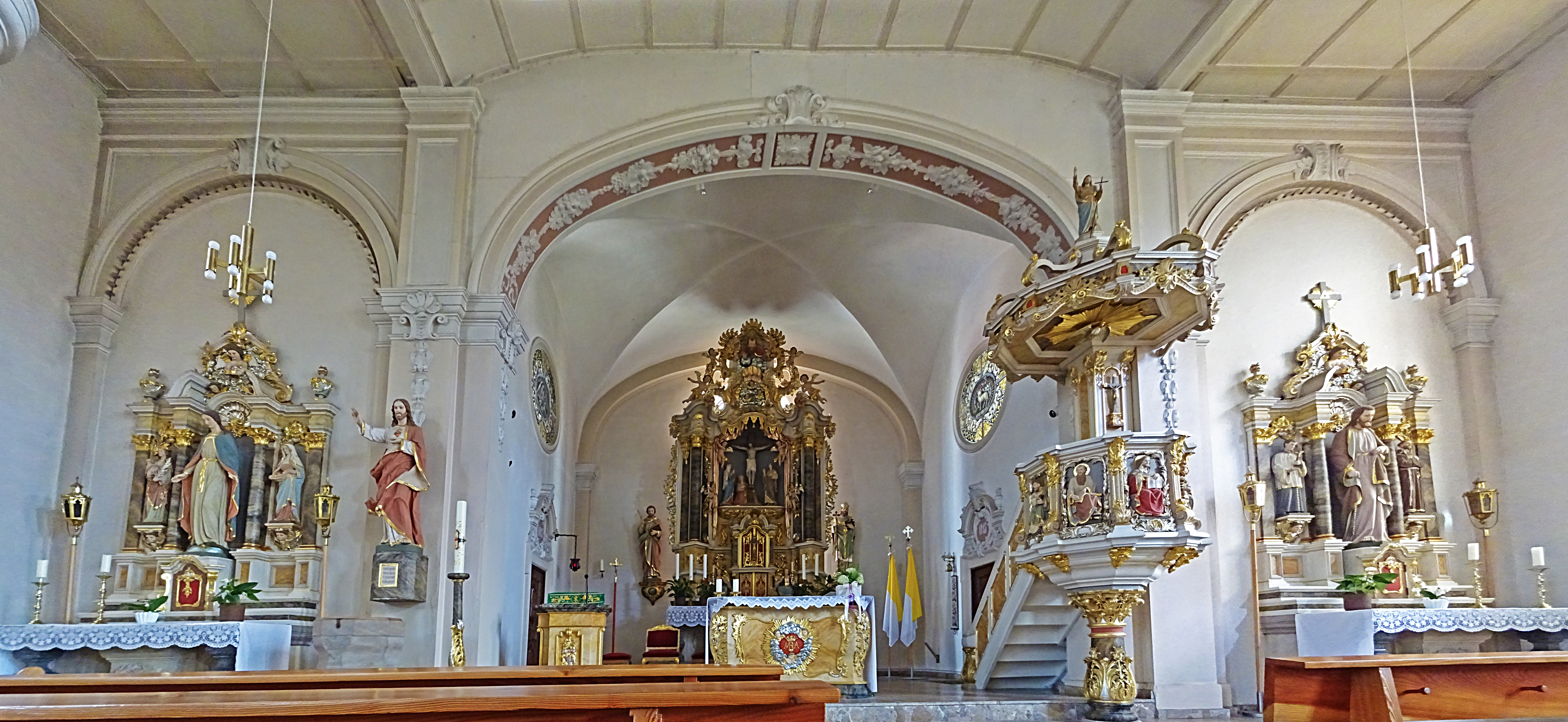
Altarbereich

Im Inneren finden sich drei Altäre: der Hauptaltar hat einen Aufsatz von der St. Martinskirche in Heiligenstadt übernommen. Dort diente er zur Aufnahme des berühmten Marienbildes "Maria vom Elende", das nach der St. Marienkirche in Heiligenstadt gebracht wurde. Heute enthält die Nische eine Kreuzigungsgruppe. Die reiche Rokokoschnitzerei vom Bildhauer Edmund Rickmann wurde urkundlich in den sechziger oder siebziger Jahren des 18. Jahrhunderts gefertigt. Die Seitenaltäre wurden nach Umbauten 1906/07 mit Unterbau in Form des Hochaltares angelegt. Auf der linken Seite: Marienaltar mit Marienstatue, gestiftet durch den Jünglingsbund und Mädchenverein 1861. Nebenstehend die Hl. Agnes und Hl. Elisabeth von Thüringen. Auf der rechten Seite: St.-Joseph-Altar, nebenstehend Hl. Aloysius und Hl. Alphons.
Die Kanzel an der Südwand trägt feinplastische Symbole der Evangelisten Matthäus, Markus, Lucas und Johannes. Auf dem kronenförmigen Schalldeckel thront die Skulptur des Hl. Petrus.

## Orgel

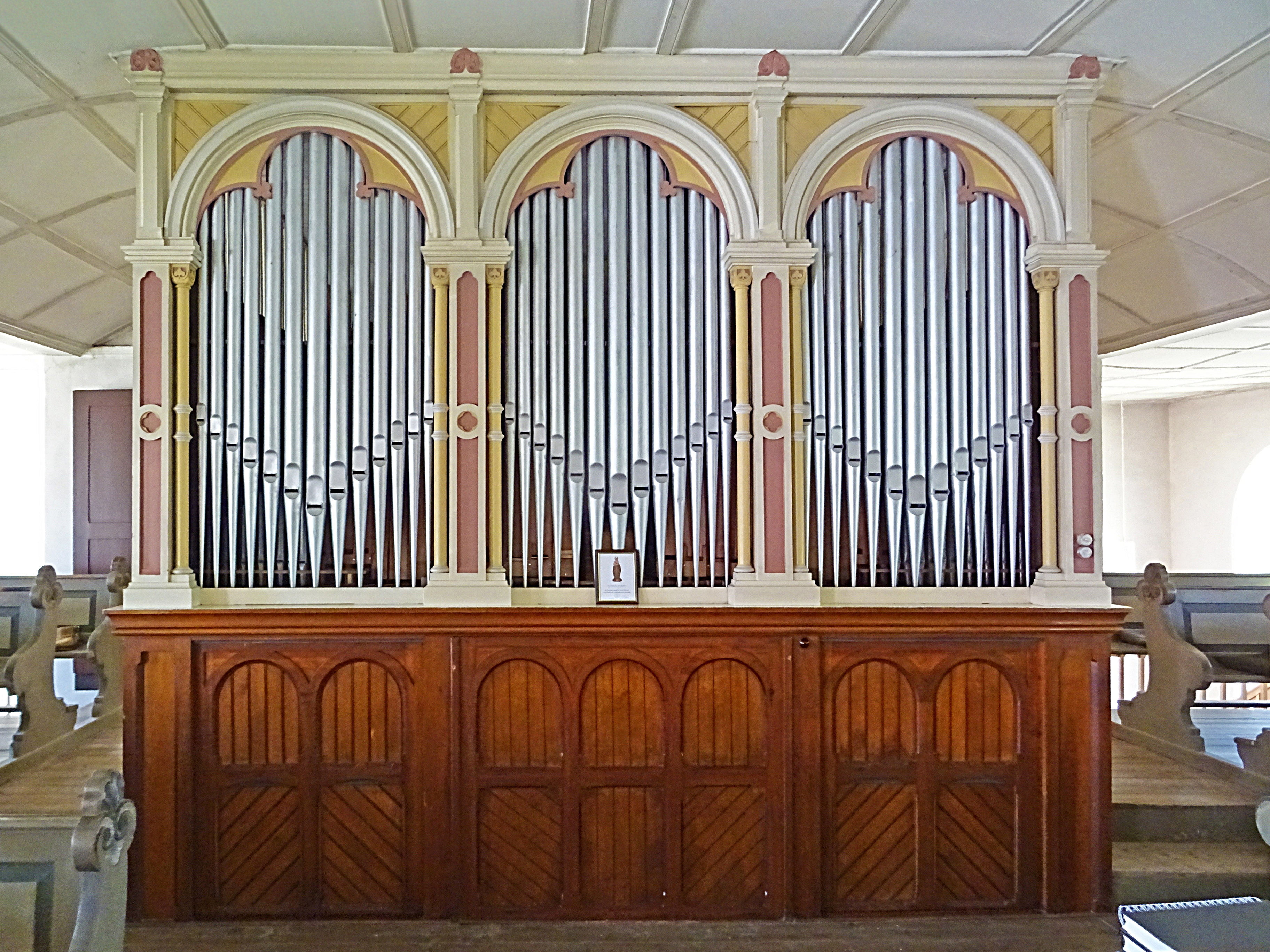
Die Orgel

Die Orgel wurde im Jahre 1897 vom Langensalzaer Orgelbauer Otto Petersilie errichtet. Die technische Konstruktion der Windlade beruht auf dem Kegelladensystem, dessen Kegelventile durch pneumatisch angesteuerte Holzwellen betätigt werden. Dieses Instrument stellt somit den Übergang von der mechanischen zur rein pneumatischen Traktur da. Infolge eines tiefgreifenden Umbaus im Jahre 1938 durch die Firma Alban Späth aus Fulda sind heute der Spieltisch und Teile des Pfeifenwerkes und der Traktur nicht mehr original. 2007 erfolgte eine Generalsanierung durch die Firma Johannes Motz Orgelbau. Das Instrument verfügt heute über 18 Register auf zwei Manualen (7+7) und Pedal (4).